# Basílica de San Sebastiano fuori le mura
La basílica de Sant Sebastià Extramurs és un lloc de culte catòlic de la ciutat de Roma, al barri de l'Ardeatino, al número 136 de la via Àpia Antica. Formava part de les set esglésies visitades pels pelegrins en ocasió dels jubileus.

## Història
L'església va ser construïda en el segle iv, amb l'antic títol de Sant Pere i Sant Tars, sobre el lloc on al 258 s'havien portat les relíquies dels dos apòstols per salvar-les de les persecucions. Retornades de seguida a les seves seus originàries (al Vaticà i a la via Ostiense), damunt les catacumbes que l'emperador Constantí havia fet construir, a la primera meitat del segle IV es construí una gran basílica, la qual inicialment va ser dedicada a la memoria apostolorum, però que de seguit assumí el seu nom actual.
L'església també rebé l'atribut ad catacumbas per la presència de les catacumbes on cap a finals del segle iii es van sebollir les restes del màrtir romà Sant Sebastià de les quals prengué el nom, sobre les quals es construí, mentre que l'atribut "fuori le mura" (extramurs) es refereix al fet que l'església es trobava a la part exterior de la muralla aureliana, per tal de distingir-la de l'església de Sant Sebastià al Palatí.
Les restes de Sant Sebastià es van traslladar a la basílica de Sant Pere del Vaticà el 826, per temor d'un assalt dels sarraïns, que poc després van destruir l'església. El lloc de culte va ser reconstruït pel papa Nicolau I (858-867) i l'altar del màrtir va ser reconsagrat per Honori III a petició dels cistercencs, que reberen la cura de l'església.
L'edifici actual va ser reconstruït seguint l'ordre del cardenal Scipione Caffarelli-Borghese al segle xvii, i duta a terme per Flaminio Ponzio primer i Giovanni Vasanzio. La basílica és seu parroquial, instituïda el 18 d'abril de 1714 mitjançant butlla de Climent XI.

## Descripció

### La basílica constantiniana
Constantí va fer construir la primera basílica segons el model cruciforme de tres naus i precedida d'un gran atri quadrangular, model que també apareix a l'altre basílicas feta erigir per l'emperador a Santa Agnès sobre la via Nomentana i a Sant Llorenç a via Tiburtina. Part d'aquesta basílica va ser emprada per la reconstrucció del segle xvii: en particular, el nou edifici ocupà l'antiga nau central.
El 1933 es van reconstruir les naus emprant el deambulatori que corria al voltant de la basílica del segle iv: a la nau dreta hi ha tot d'estris de les catacumbes, i és a l'entrada del cementiri subterrani; a la nau esquerra es troba una de les sortides de les catacumbes i un museu epigràfic.

### La basílica actual

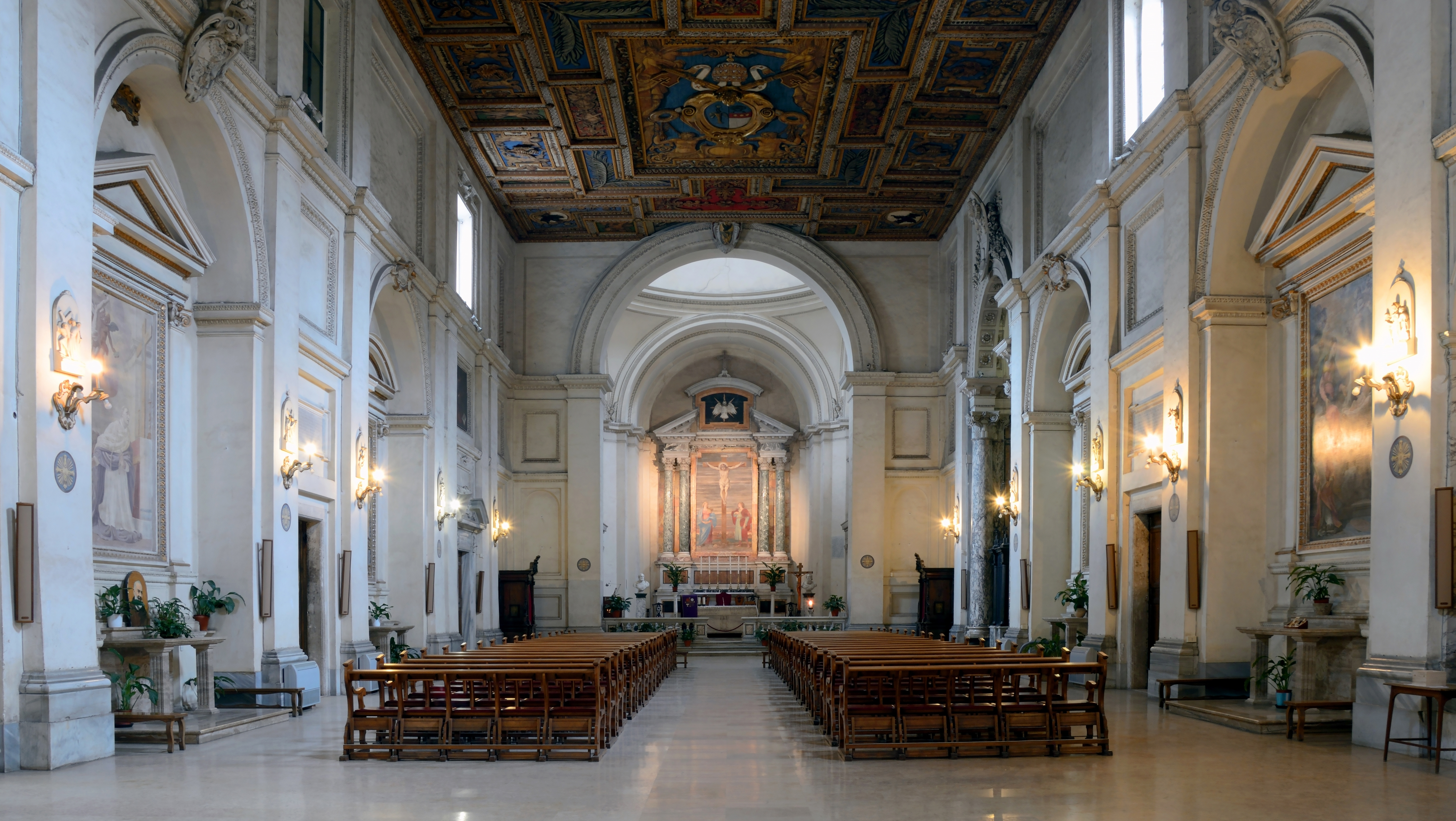
Interior de la basílica.

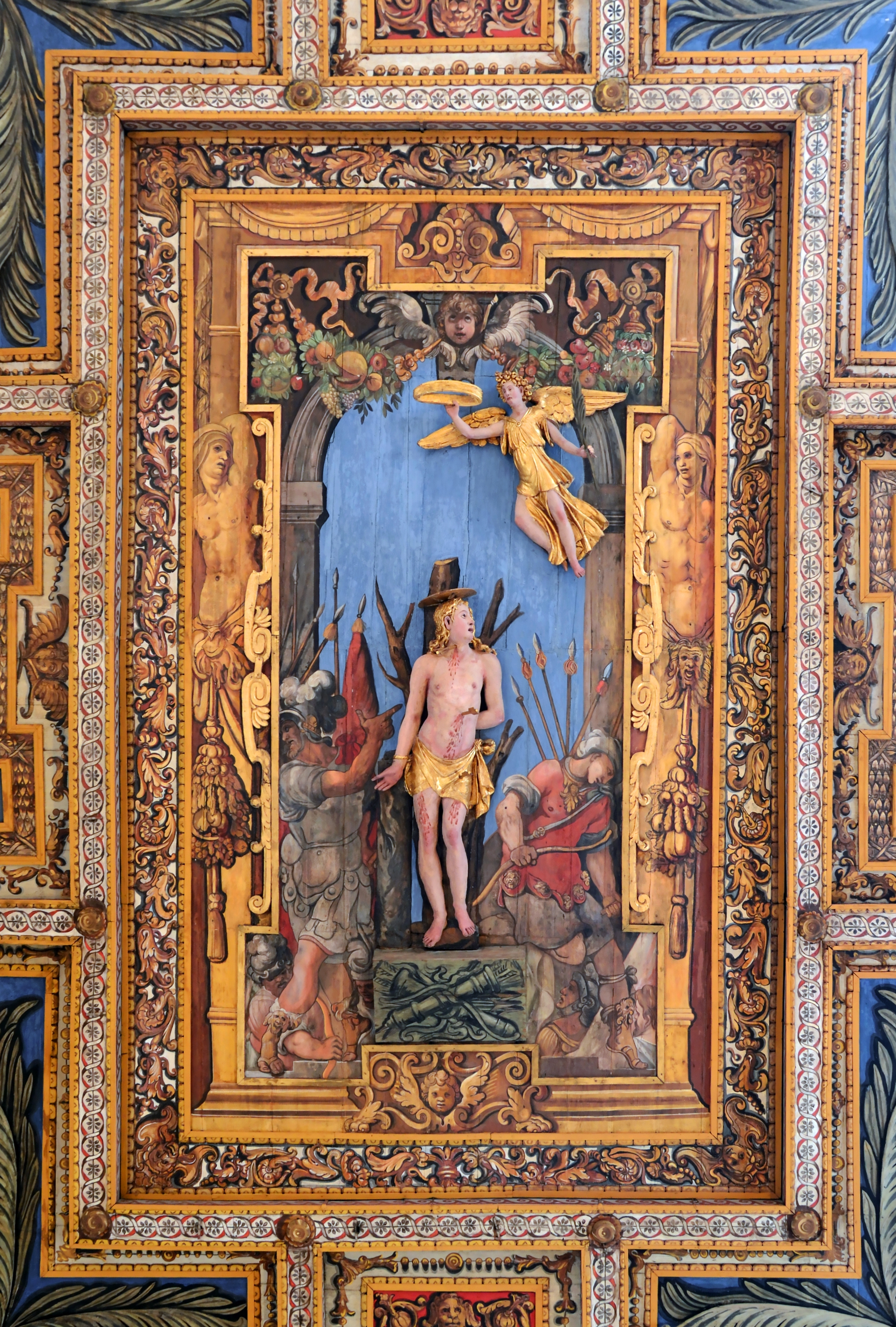
El sostre.

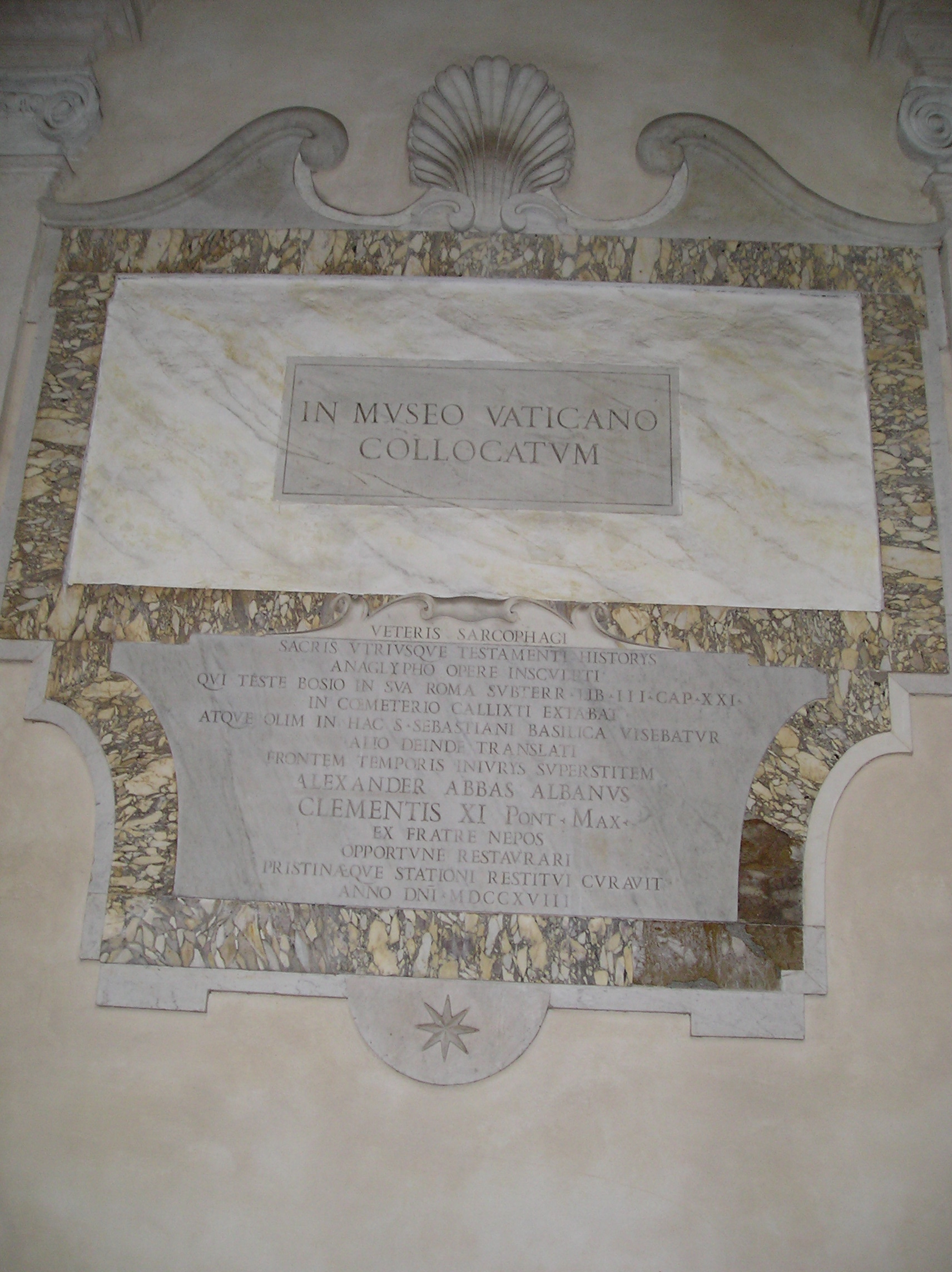
Catacomba de Sant Sebastià – detall de l'entrada

La façana de l'edifici és obra de Giovanni Vasanzio, completada el 1613; constituïda per un pòrtic amb tres arcs a la part inferior, al que corresponen tres grans finestres separades per pilastres a la part superior. Els arcs inferiors estan envoltats per columnes de granit provinents de la basílica constantiniana.
L'interior és una nau única, amb sostre de fusta tallada: representa el sant patró i els escuts d'armes del cardenal Scipione Borghese i del papa Gregori XVI.
A la part dreta es troben: un nínxol amb el famós Salvator Mundi (Bust del Salvador), l'última obra mestra de Gian Lorenzo Bernini redescobert el 2001 al convent adjacent a l'església procedint, la capella de les relíquies, decorada el 1625, en la qual es troba una pedra on hi ha les petjades de Jesús, una de les sagettes que haurien matat Sant Sebastià juntament amb part de la columna a la qual estava lligat durant el suplici; els altars de Santa Francesca Romana i San Girolamo; la capella Albani, construïda entre el 1706-1712 per l'arquitecte Carlo Fontana i encarregada pel papa Climent XI, sota la direcció de Carlo Maratta, amb la col·laboració d'Alessandro Specchi, Filippo Barigioni i Carlo Fontana, entre les obres hi ha una estàtua de Francesco Papaleo que representa Sant Fabiano amb els àngels.
A la banda esquerra hi ha: a l'entrada, la làpida del papa Damas I amb l'elogi del màrtir Eutiqui, esculpida per Furio Dionisio Philocalus; la capella de Sant Sebastià, construïda per Ciro Ferri el 1672, amb la imatge del sant de Giuseppe Giorgetti, que alberga les relíquies del màrtir; la Capella del Crucifix (antiga sagristia), construïda el 1727; els altars laterals dedicats a sant Carles Borromeu i a sant Francesc, i en aquesta última una pintura de Sant Francesc en oració per Jerome Muziano.
La nau central acaba amb l'arc de triomf que condueix a la capella major de planta quadrada, coronada per una cúpula. L'altar major, compost d'un quiosc amb quatre columnes, va ser dissenyat per Flaminio Ponzio: hi ha una pintura d'Innocenzo Tacconi amb la Crucifixió, i als costats, Bustos de Sant Pere i Sant Pau per Nicolas Cordier.

## El títol cardenalici

Escut del cardenal Lluís Martínez i Sistach, actual cardenal titular

El títol cardenalici de San Sebastiano alle Catacombe va ser erigit pel papa Joan XXIII el 30 de desembre de 1960 per la constitució apostòlica Consueverunt.

### Titulars
- Ildebrando Antoniutti (24 de maig de 1962 - 13 setembre 1973 nomenat cardenal bisbe de Velletri)
- Sebastiano Baggio (21 de desembre de 1973 - 12 de desembre de 1974 nomenat cardenal bisbe de Velletri)
- Johannes Willebrands (6 de desembre de 1975 - 2 d'agost de 2006 mort)
- Lluís Martínez i Sistach, des del 24 de novembre de 2007